# 多米尼克·科爾
多米尼克·科爾（德語：Dominik Kohr；1994年1月31日—）是一位德國足球運動員。在場上的位置是中場。目前效力於德甲球隊緬恩斯。